# Gare de New Pudsey
La gare de New Pudsey est une gare ferroviaire du Royaume-Uni, située dans la banlieue de Pudsey qui fait partie de Leeds, Yorkshire de l'Ouest en Angleterre. Elle sert les localités de Pudsey et Farsley et aussi le déplacement pendulaire des habitants des environs plus grands.
Les services à partir de New Pudsey sont opérés par Northern Rail.

## Situation ferroviaire
La gare est située sur la ligne ferroviaire de deux voies entre Leeds et Bradford Interchange, à 5,75 milles (9,25 km) de Leeds. Elle possède deux quais laterales. Vue de Leeds, la station précédente est l'arrêt de Bramley, la station suivante est la gare de Bradford Interchange.

## Histoire
La ligne ferroviaire entre Leeds et Bradford Interchange est ouverte en 1854 (originellement jusqu'à Bradford Adolphus Street). L'ancienne gare de Stanningley (fermée le 1er janvier 1968) se trouve environ 1 km à l'est. Pudsey aussi possédait aussi deux gares (Lowtown et Greenside) sur la ligne ferroviaire entre Bramley et Laisterdyke qui est ouverte jusqu'à Pudsey en 1878, prolongée en 1893 et fermé en 1964.
La gare est ouverte le 6 mars 1967. Il n'y avait pas une gare dévancière, mais la nouvelle gare remplace en quelque sorte les anciennes gares de Stanningley, Pudsey Lowtown et Pudsey Greenside, même si les zones de chalandise sont assez différentes. 
La gare figure dans un sketch de Monty Python's Flying Circus produit en 1969.

## Service des voyageurs

### Accueil
Un bâtiment voyageurs (ouvert de 5:55 à 19:00 les jours de la semaine) avec guichet et WC est situé du côté sud de la gare. Un distributeur automatique de billets se trouve au dehors du bâtiment, près de l'accès aux quais qui sont connectés par une passerelle. Les quais avec leurs salles d'attente sont accessibles de la passerelle par des rampes.

### Desserte
Les jours de la semaine, il y a quatre trains par heure en tous les deux directions. Vers l'est, un train par heure continue vers York, et pendant les heures de pointe quelques trains circulent vers Selby. Vers le ouest, deux trains par heure circulent vers Manchester Victoria, un train par heure circule vers Blackpool North, et un train par heure vers Huddersfield.
Les dimanches et les jours fériés, il y a deux trains par heure pour York, un train par heure pour Manchester et un train par heure pour Blackpool ou Huddersfield.

### Intermodalité
Les prochaines arrèts d'autobus se trouvent au ouest de la gare en Stanningley Bypass (services pour Leeds) et en Bradford Road (services pour Bradford et Halifax), et au nord en Bradford Road pour Leeds, Bradford, and Halifax et en Old Road pour Pudsey, Seacroft, Whinmoor, Horsforth et Farnley.